# Mezilaurus micrantha
Mezilaurus micrantha är en lagerväxtart som beskrevs av H. van der Werff. Mezilaurus micrantha ingår i släktet Mezilaurus och familjen lagerväxter. Inga underarter finns listade i Catalogue of Life.